# Porto7 – Festival Internacional de Curtas-metragens do Porto
Porto7 é um festival internacional de cinema na vertente de curtas-metragens criado em 2008 na cidade do Porto. Realizado anualmente no mês de Junho, o festival é um acontecimento que tem como objectivo constituir-se um espaço de interacção com público, artistas, realizadores, técnicos e empresas ligadas ao audiovisual. O Porto7 é também conhecido por possuir uma invulgar entrada gratuita.

## História
Desde o seu início em 2008, o Porto7 – Festival Internacional de Curtas-metragens do Porto tem vindo a atrair uma grande massa criativa nacional e internacional, levando a cidade do Porto para o panorama internacional de curtas-metragens. Ao mesmo tempo Porto7, tem-se afirmado como importante apoio no lançamento de diversos realizadores no contexto nacional e internacional.

## Secções competitivas
- Ficção Internacional
- Animação
- Documentário
- Ficção Nacional
- Videoclip

## Vencedores

### 2012
- “La Mirada Perdida” de Damián Dionísio, Ficção Internacional[7]
- “Machine Man” de Roser Corella e Alfonso Moral, Documentário[7]
- “A Estrela Mais Brilhante” de André Matos e Joana Santos, Ficção Nacional[8]
- “Blanche Fraise” de Fredérik Tremblay, Animação[7]
- “What” de Stephane Leonard, Videoclip[7]

### 2011
- “Picnic” de Gerardo Herrero, Ficção Internacional[9]
- “O conto do Vento” de Cláudio Jordão e Nelson Martins, Animação[9]
- “A Parideira” de José Miguel Moreira, Ficção Nacional[9]
- Ex-aequo de “Demolition Disco” – Big Mama e “This Child” – Eatliz  Lose, Videoclip[9]

### 2010
- “Zand” de Joost van Ginkel, Ficção Internacional
- “Il Planeta Perfetto” de Astutillo Smeriglia, Animação
- “O Encontro” de Osvaldo Pinto, Ficção Nacional
- “Chalk Stars” de Thomas HIcks,Videoclipe

### 2009
- “This place the roads have not an end” de Tofigh Amani, Ficção Internacional[10]
- “Pozytywka – Music Box” de  Patrícia Figueiredo, Animação[11]
- “Lonesome Cowboy” de Sandra Caetano, Ficção Nacional[11]
- “City of Noise” de Mitch Barany, Videoclip[11]

### 2008
- “Porque Hay Cosas Que Nunca Se Olvidan” de Lucas Figueroa, Ficção Internacional
- “Intemporalidade” de Vitor M. F. Santos, Ficção Nacional